# Козицкий переулок
Кози́цкий переу́лок — улица в центре Москвы в Тверском районе между Тверской улицей и Большой Дмитровкой.

## Происхождение названия
Название возникло в XVIII веке, по фамилии домовладельцев Козицких. Назывался также Сергиевский переулок, Сергиевская улица — по приделу Преподобного Сергия Радонежского церкви Успения Богоматери (известна с 1621 года, разрушена в 1934—1935 годах).

## Описание
Козицкий переулок начинается от Тверской и проходит на северо-восток параллельно Пушкинской площади. Выходит на Большую Дмитровку приблизительно напротив Петровского переулка.

## Примечательные здания

### По нечётной стороне
- № 1А — комплекс доходных домов Г. Г. Елисеева[1]. До октябрьской революции в доме размещался Московский коммерческий суд[2]. Сейчас — Московское театрально-концертное музыкальное объединение под руководством Александра Градского; дом моды «Макс».
  - № 1А, стр. 1,  ЦГФО — доходный дом (1914, архитектор Г. В. Барановский; 1926, архитектор Н. С. Щербаков)[1].
  - № 1А, стр. 2 — доходный дом (1914, архитектор Г. В. Барановский; 1926)[1].
- № 3 — доходный дом торгового товарищества «Братья Елисеевы» (1905, архитекторы Г. В. Барановский, В. В. Воейков).
- № 5,  памятник архитектуры (федеральный) — Дом  А. И. Лобковой конца XVIII века (архитектор М. Ф. Казаков[1]), здесь сохранилась парадная анфилада (авторство неизвестно). В апреле 1828 г. на квартире С. А. Соболевского, которому принадлежал этот дом, московские писатели перед отъездом А. Мицкевича в Петербург дали в честь польского поэта прощальный ужин и подарили ему кубок с именами провожавших[3]. Сейчас в здании находится Государственный институт искусствознания.

### По чётной стороне
- № 2 — комплекс доходных домов Товарищества А. А. Бахрушина и сыновей (1901—1904, архитектор К. К. Гиппиус).

## В искусстве
- Здесь снимали начальную сцену с Виктором Цоем из фильма «Игла» режиссёра Рашида Нугманова.